# ام‌اس اسلیپنر
ام‌اس اسلیپنر (به انگلیسی: MS Sleipner) یک کشتی بود که طول آن ۴۲٫۱۶ متر (۱۳۸ فوت ۴ اینچ) Length overall بود. این کشتی در سال ۱۹۹۹ (میلادی)|۱۹۹۹]] ساخته شد.
در 26 نوامبر 1999و تنها سه ماه پس از به راه اندازی این شناور، با پدید آمدن آب و هوای بد، اسلیپنر با صخره ای در بخشی از دریای شمال به نام "سلتا"، درست در شمال شهر هاوگسوند برخورد کرد. در نتیجه این برخورد کشتی غرق شد و 16 نفر از سرنشینان آن جان باختند.